# Сутиенът
„Сутиенът“ (на английски: The bra) е копродукция на Германия и Азербайджан игрален филм (комедия, драма) от 2018 година на режисьора Файт Хелмер, по сценарий на Леони Гейзингер и Файт Хелмер. Оператори са Файт Хелмер и Феликс Лайберг. Музиката е на Силвен Моран.
Филмът е заснет в една от най-бедните части на Баку – квартал „Шанхай“, където линията на влака минава през къщите на хората, село Хъналък (Азербайджан) и Тбилиси (Грузия).

## Сюжет
Машинистът Нурлан кара влака към Баку за последен път, преди да се пенсионира. По пътя през кварталите в града влакът му закача син сутиен от нечий простор.
За да избяга от самотното си съществуване, Нурлан тръгва на най-приключенското пътешествие в живота си: да открие собственичката на това любопитно бельо. Той наема малка стая в Баку и започва своето издирване.
С изключителна целеустременост Нурлан чука на всяка врата по пътя на влака. И докато жените, които среща, имат своите причини да го допуснат в живота си, неговият „проект“ не остава незабелязан от съпрузите им. Колкото по-трудно става, толкова по-изобретателен и непримирим става Нурлан, за да убеди всяка жена да пробва сутиена.

### Актьорски състав
| Роля                   | Изпълнител         |
| ---------------------- | ------------------ |
| Нурлан, машинист       | Мики Манойлович    |
| Камал                  | Дени Лаван         |
| Дария                  | Пас Вега           |
| Несрин, стрелочничката | Чулпан Хаматова    |
| Фидан                  | Майя Моргерщерн    |
| танцьорката            | Франки Уалак       |
| вдовицата              | Ирмена Чичикова    |
| Мира                   | Боряна Манойлова   |
|                        | Манал Иса          |
|                        | Сайора Сафарова    |
|                        | Иа Шугашвили       |
|                        | Казим Абдулаев     |
|                        | Гюнеш Махдизаде    |
|                        | Каджи Исмаилов     |
|                        | Кумар Салимова     |
|                        | Матанат Атакишиева |
|                        | Салман Багиров     |
|                        | Севинч Алиева      |
|                        | Вагиф Каримов      |

## Номинации
- Немска филмова награда за изключително постижение в операторската работа